# 陳摶
陳 摶（ちん たん、872年 - 989年8月25日）は、五代十国から北宋にかけての道士。しばしば仙人と見なされる。
字は図南。自ら扶揺子を号したが、北宋の太宗が希夷先生の号を贈ったため、陳希夷（ちん きい）とも呼ばれる。睡仙のあだ名もある。
紫微斗数、河洛理数、麻衣相法といった占術の創始者に仮託されている。

## 略歴
『宋史』巻457・隠逸列伝上に陳摶の略歴が見られるほか、さまざまな書物に言及があるが、信頼できる記述は少ない。
『宋史』によると、陳摶は亳州真源県（現在の河南省周口市鹿邑県）の出身であったという。ただしこの地は老子の出身地とされる道教の聖地であり、付会かもしれない。『歴世真仙体道通鑑』巻47には、「普州崇龕県（現在の重慶市潼南区）の人ともいうが、これは後に隠棲した所だろう」と言っている。
書物は一度読んだだけで暗記でき、後唐の長興年間に進士の試験を受けたが、落第したため、その後は官途を目ざさず武当山に隠棲し、のちに華山の雲台観、および少華山の石室に移った。食事は日に酒を数杯飲むだけであった。また一度寝ると百日以上起きなかった（『東軒筆録』によると三年間起きなかったという）。後周の世宗が宮中に陳摶を召し、諫議大夫に取りたてようとしたが、陳摶は固辞して受けなかった。「太華希夷志」（元の張輅による陳摶の伝記。道蔵に収める）によると、世宗は陳摶に白雲先生の号を与えた。
北宋の太宗は陳摶に学ぼうとしたが、自分は皇帝を教えるような術は持っていないといって断った。太宗は陳摶に「希夷先生」の号を与え、多くの贈り物をした。
端拱元年（988年）に、弟子に命じて華山の張超谷に石室を造らせた。翌年7月に石室が完成すると、陳摶は「自分は今月22日に蓮花峰の下の張超谷で死ぬ」という意味の上表文をしたため、そのとおりに死んだ。「太華希夷志」も同じ話を載せるが、享年を118歳とする。
陳摶は『易』を好み、『指玄篇』81章を著した。ほかに「三峰寓言」「高陽集」「釣潭集」および詩六百余首を残した。他人が思っていることを言い当てたり、遠くの場所で起きた出来事を知ることができたという。

## 著作
陳摶は有名な道士であったため、その著作と伝えるものは多くが後世の仮託である。
『宋史』芸文志によると『易龍図』という著作があった。今は図は残らず、序文のみが「龍図序」の題で『皇朝文鑑』巻85に収められている。
南宋の朱震『漢上易伝』によると、陳摶は先天図を种放（ちゅうほう）に伝え、种放は穆修（ぼくしゅう）に伝えた。种放はまた河図洛書を伝え、穆修は太極図を周敦頤に伝えたという。
『仏祖統紀』によると、陳摶は麻衣道者に易を学び、正易心法四十二章に注をつけ、3×3の魔方陣としての河図洛書を示した。
『風鑑』は観相術の書で、『直斎書録解題』に「希夷先生風鑑」（『文献通考』経籍考47では「希夷先生亀鑑」）、『通志』芸文略や『宋史』芸文志では「人倫風鑑」の題で見える。『玉管照神局』などの観相書の中に収められて残っている。
『指玄篇』は現存しないが、『周易参同契発揮』に引用されて部分的に残っている。